# Seasick Steve
Seasick Steve, artiestennaam van Steven Leach (Oakland, Californië, 1951) is een Amerikaans bluesmuzikant. Hij speelt vooral op zelfgemaakte instrumenten, waaronder een driesnarige gitaar en zingt daarbij.

## Biografie

### Verzonnen levensverhaal
De Britse auteur Matthew Wright ontdekte in juni 2016 dat onderstaande biografie verzonnen bleek door de artiest zelf. Hij gebruikte de naam Wold - de familienaam van zijn tweede vrouw - in plaats van zijn geboortenaam Leach en zijn geboortejaar bleek niet 1941, maar 1951. Hij had daarnaast meer banen gehad dan hij beweerde.
Als veertienjarige koos Steve er voor om weg te gaan uit zijn ouderlijk huis en een bestaan als zwerver te gaan leven. Hij wisselde verschillende baantjes af met (blues)optredens. Hiermee raakte hij niet bekend, al deelde hij in de jaren zestig wel het podium met onder andere John Lee Hooker en Lightnin' Hopkins.

### Loopbaan
In de jaren '70 speelde Steve bij een disco-band genaamd Crystal Grass. Later speelde hij in nog een aantal bands en had hij een opnamestudio in Seattle genaamd Moon Music. In de jaren '90 werkte hij samen met Modest Mouse en ging ook mee op tournee. In 2000 besloot hij te verhuizen vanuit Seattle naar Noorwegen, het thuisland van zijn vrouw.
Als Seasick Steve & The Level Devils bracht hij samen met zijn Zweeds/Noorse band de plaat Cheap uit. In de herfst van 2006 bracht Steve de plaat Dog House Music uit. Aan het einde van dat jaar nodigde Jools Holland Seasick Steve uit om in zijn oudejaars-muziekshow Hootenanny, op de BBC, op te treden. Dit optreden betekende de doorbraak voor Seasick Steve, die inmiddels 55 jaar was.
Zijn eerste optreden in België was op Humo's Pop Poll, waar hij voor een met 12.000 mensen gevuld Sportpaleis stond. Enkele maanden later stond hij ook op Pukkelpop en in een volledig uitverkochte Ancienne Belgique. Media spraken van een hype rond de blueszanger.
Seasick Steve tekende bij platenmaatschappij Warner Brothers, die zijn tweede studioalbum wereldwijd uitbracht: I Started Out With Nothin’ And Still Got Most Of It Left' in 2008. Het album werd overwegend positief ontvangen. Het succes van de plaat bracht hem op nog grotere podia: in 2009 stond hij op het hoofdpodium van Rock Werchter, en in 2010 op het hoofdpodium van Pukkelpop. Op donderdag 30 juni 2011 stond hij weer op het hoofdpodium van Rock Werchter. Voor dat optreden nam hij John Paul Jones mee, de bassist van Led Zeppelin en later van Them Crooked Vultures. Op 20 augustus stond hij samen met zijn drummer Dan Magnusson in de Grolsch tent op het Lowlands Festival in Biddinghuizen.
In 2010 nam hij deel aan het Britse populaire autoreportageprogramma "Top Gear". In 2011 was hij op 14 september te zien in een uitzending van het Nederlandse televisieprogramma De Wereld Draait Door en op 28 mei 2012 trad Steve op op het hoofdpodium van Pinkpop, waar hij op 5 juni 2017 terugkeerde.
In 2013 trad hij op bij North Sea Jazz, Leffinge Leuren en op Lowlands, en op 28 juni 2014 wederom in Werchter.
Op 2 juli 2024 speelde hij het voorprogramma van ‘The Boss’, Bruce Springsteen, in Werchter.

## Instrumenten
Seasick Steve staat, naast zijn rauwe bluesstem, ook bekend om zijn aparte muziekinstrumenten:
- Mississippi Drum Machine, een omgekeerde kist die dient als percussie.
- Three-String Trance Wonder, Steve's gitaar, die nog maar drie snaren heeft.
- One-Stringed Diddley Bow, een instrument met één snaar die door Steve wordt bespeeld met een schroevendraaier of een bottleneck.

## Discografie

### Albums
| Album met eventuele hitnotering(en) in de Nederlandse Album Top 100 | Datum van verschijnen | Datum van binnenkomst | Hoogste positie | Aantal weken | Opmerkingen          |
| ------------------------------------------------------------------- | --------------------- | --------------------- | --------------- | ------------ | -------------------- |
| Cheap                                                               | 2004                  | -                     |                 |              | met The Level Devils |
| Dog house music                                                     | 27-11-2006            | -                     |                 |              |                      |
| It's all good                                                       | 17-06-2007            | -                     |                 |              | EP                   |
| I started out with nothin and I still got most of it left           | 29-09-2008            | -                     |                 |              |                      |
| Man from another time                                               | 16-10-2009            | 01-10-2011            | 70              | 1            |                      |
| Songs for Elisabeth                                                 | 05-02-2010            | -                     |                 |              | Verzamelalbum        |
| You can't teach an old dog new tricks                               | 27-05-2011            | 04-06-2011            | 9               | 20           |                      |
| Walkin' man - The best of Seasick Steve                             | 11-11-2011            | 19-11-2011            | 32              | 7            | Verzamelalbum        |
| Hubcap Music                                                        | 26-04-2013            | 04-05-2013            | 46              | 5            |                      |
| Sonic Soul Surfer                                                   | 23-03-2015            | 28-03-2015            | 16              | 6            |                      |
| Keepin' the horse between me and the ground                         | 07-10-2016            | 15-10-2016            | 51              | 1            |                      |
| Can u cook?                                                         | 28-09-2018            | -                     |                 |              |                      |
| Love & Peace                                                        | 24-07-2020            | -                     |                 |              |                      |

| Album met hitnotering(en) in de Vlaamse Ultratop 200 albums | Datum van verschijnen | Datum van binnenkomst | Hoogste positie | Aantal weken | Opmerkingen |
| ----------------------------------------------------------- | --------------------- | --------------------- | --------------- | ------------ | ----------- |
| Dog house music                                             | 2006                  | 10-03-2007            | 99              | 2            |             |
| I started out with nothin and I still got most of it left   | 2008                  | 11-10-2008            | 38              | 16           |             |
| Man from another time                                       | 2009                  | 31-10-2009            | 13              | 14           |             |
| You can't teach an old dog new tricks                       | 2011                  | 04-06-2011            | 16              | 17           |             |
| Hubcap Music                                                | 2013                  | 04-05-2013            | 32              | 19           |             |
| Sonic Soul Surfer                                           | 2015                  | 28-03-2015            | 17              | 18           |             |
| Keepin' the horse between me and the ground                 | 2016                  | 15-10-2016            | 31              | 11           |             |